# Lady Godiva (Lefebvre)
Lady Godiva est un tableau du peintre français Jules Lefebvre conservé à Amiens, au musée de Picardie, en France.

## La légende de Godiva
Dans cette huile sur toile de 1890, l'artiste représente un épisode légendaire de la vie de Godiva, une dame anglo-saxonne du XIe siècle, épouse du comte de Mercie, Léofric. Léofric écrasait les habitants de la ville de Coventry de lourdes taxes et Lady Godiva le suppliait sans relâche de les alléger. Lassé par ses demandes, Léofric finit par lui dire qu’il exaucerait son souhait le jour où elle traverserait la ville dans le plus simple appareil. Godiva l'aurait pris au mot.
Cette légende fut rapportée par Roger de Wendover, moine de l'abbaye de Saint-Albans en 1188, soit un siècle après les faits supposés. La traversée de Godiva dans les rues de Coventry resta dans les mémoires. Selon les versions, on a retenu que la pudeur de la jeune femme fut protégée par ses longs cheveux ; que tous les habitants respectueux restèrent enfermés chez eux afin de ne pas la regarder passer dans les rues dévêtue ; qu’un habitant du nom de Tom osa la regarder et en devint aveugle. De là vient l'expression anglaise Peeping Tom, signifiant « voyeur ».

## Description
Le tableau de 620 × 390 cm représente en contre-plongée, une rue médiévale dominée par un château fort que l'on voit partiellement au sommet de la composition. Le personnage principal est Lady Godiva, entièrement nue, les bras croisés sur la poitrine, les yeux clos. Elle est montée en amazone sur un cheval blanc. Le cheval est mené par une servante au regard méfiant, habillée d’un long manteau noir. La rue vide d'habitant est montrée de manière que le spectateur puisse voir le chemin parcouru par le convoi.

## Réception et histoire du tableau

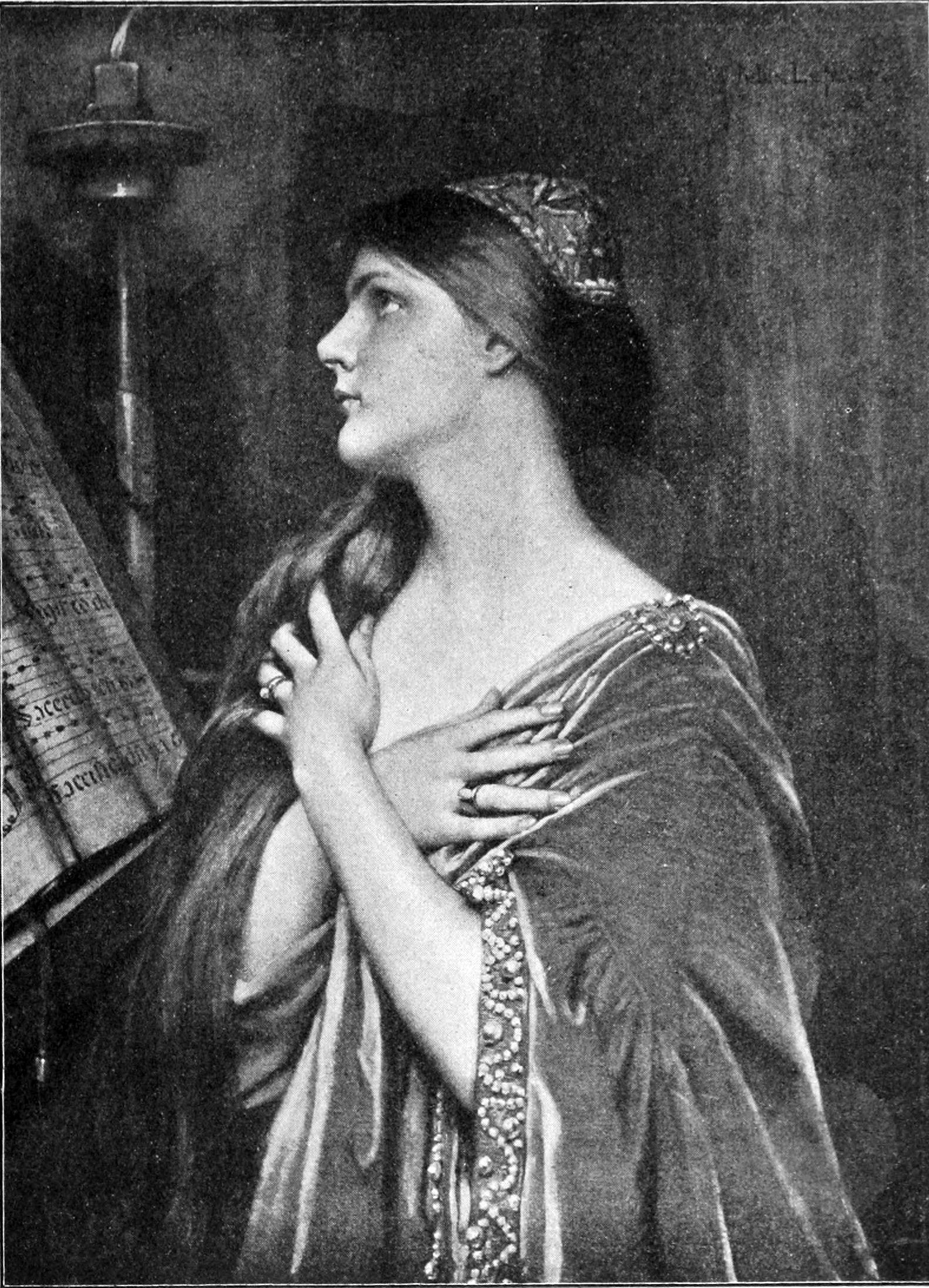
Lady Godiva, version de 1905 (reproduction en noir et blanc)

Une quarantaine de dessins préparatoires témoignent du soin que Lefebvre a apporté à la préparation de sa monumentale composition. Le tableau exposé au Salon des artistes français de 1890 y obtint un franc succès. Le critique Georges Lafenestre admira les « carnations fines et tendres  » et la manière dont « M. Jules Lefebvre a montré sa science et sa conscience de dessinateur attentif, son sentiment délicat, et élevé de la beauté féminine », l’excusant volontiers de « n’avoir pas dans la touche plus d’ampleur et plus de chaleur et de ne point viser à cette désinvolture impertinente qui éblouit les amateurs superficiels. »
La ville de Coventry offrit d’acheter le tableau pour une somme importante, mais Jules Lefebvre préféra le vendre à la Ville d’Amiens pour un prix quatre fois inférieur, en reconnaissance de l'aide financière que la ville lui avait accordée pour qu'il puisse poursuivre ses études.
Au Salon des artistes français de 1905, l’artiste présenta une version plus intimiste du mythe : avant d’accomplir l’acte de dévouement à son peuple, Lady Godiva se retira pour prier. La localisation de ce tableau est inconnue à ce jour.
Resté en réserve durant plusieurs décennies, le tableau, après restauration, est de nouveau exposé dans le Grand Salon du Musée de Picardie depuis 2013,.